# Silnice I/13
Silnice I/13 je silnicí I. třídy, která prochází přes severozápad ČR. Trasa vede přes Karlovarský, Ústecký a Liberecký kraj. Silnice začíná v Karlových Varech na křižovatce se silnicí I/6 a končí na hraničním přechodu s Polskem Habartice/Zawidóv. Je dlouhá 218,385 km.

## Historie
Silnice od Liberce na sever ke státní hranici s Polskem je částí spojnice mezi Lužicí a Čechami, po které putovali pocestní a povozy již od konce 13. století. Komunikaci, která sem vede od Prahy, se říkalo Liberecká silnice nebo také Slezská silnice. Protože se však vyhýbala Žitavě, vymohli si roku 1351 představitelé tohoto města na císaři Karlu IV. zákaz používání této cesty. Ten sice platil, avšak spojení se po silnici udržovalo i nadále a kolem roku 1450 již tady panoval čilý obchodní ruch. Na významu získala cesta také s rostoucím významem města Liberce coby průmyslového centra.

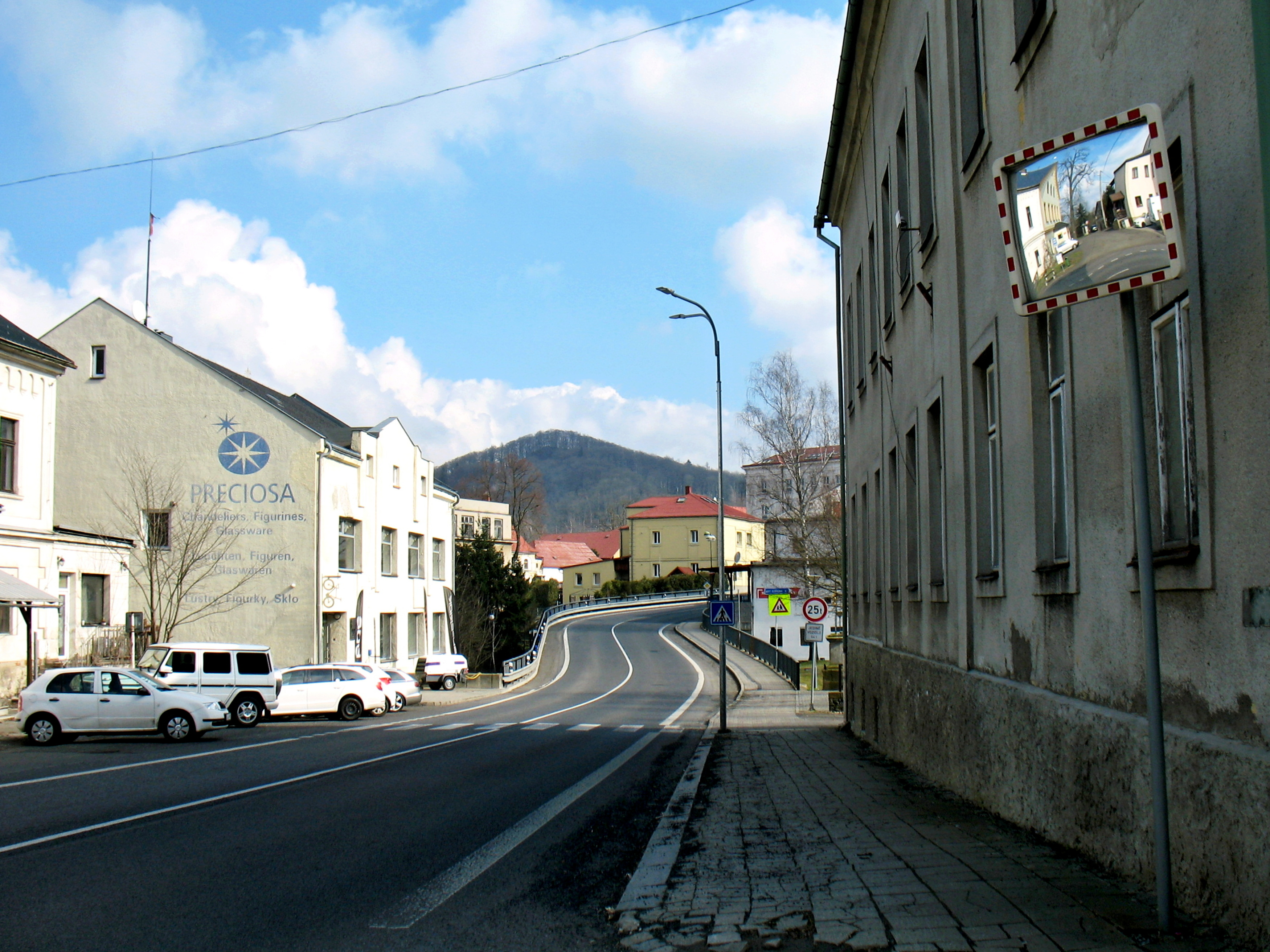
Kamenická ulice v Kamenickém Šenově je součástí silnice I/13

Povrch Liberecké silnice však stále nebyl zpevněný. O její změně na zpevněnou se začalo jednat již závěrem 18. století. Tehdy, roku 1797, nařídil panovník Karel vojsku, aby zahájilo stavbu silnice z Prahy, přes Kbely (dnes součást hlavního města) do Brandýsa nad Labem. Protože však silniční fond nedisponoval dostatečným objemem finančních prostředků, musela se stavba již v následujícím roce (1798) zastavit. Kvůli množícím se stížnostem na kvalitu komunikace pronášeným především poštovní správou ale došlo roku 1803 k opětovnému zahájení stavby (byť se o něm jednalo již od roku 1799) a první úsek do Brandýsa nad Labem byl dokončen roku 1807.
Stavba silnice dále pokračovala budováním dalších úseků. Hranice Liberce dosáhla zpevněná komunikace roku 1828. Vyměření následujícího úseku z tohoto města přes Frýdlant do Habartic, kde komunikace přecházela zemskou hranici, bylo provedeno roku 1826. Výstavba této části silnice probíhala mezi roky 1830 a 1834. Celá stavba byla provedena především dobrovolnou konkurencí. Úsek severně od Liberce k zemské hranici stavěla firma „J. Pollack und Salomon Hahn“. Podél komunikace vyrostlo také několik zájezdních hostinců. Jeden stojí v Mníšku (dům čp. 70) na křižovatce této komunikace se silnicí II/592 přicházející sem od Chrastavy a další jsou postupně u Dětřichova (dům čp. 180), v Arnolticích (dům čp. 90) a v Pertolticích (dům čp. 64).
Podél komunikace se dochovalo také několik kilometrovníků vybudovaných za první československé republiky. Jsou tvořeny kamenným hranolem o rozměrech 30×30×90 centimetrů. Na úseku silnice severně od Liberce se nacházejí celkem tři. Jižně od dětřichovského zájezdního hostince (u domu čp. 183) je kilometrovník s číslem „125“, další (s cifrou „128“) se nachází jihozápadně od Frýdlantu u průmyslového areálu čp. 3037 a poslední, nesoucí číslo „129“, stojí východně od železničního přejezdu (před domem čp. 3181).

## Průběh trasy
Na trase se nachází několik větších měst:

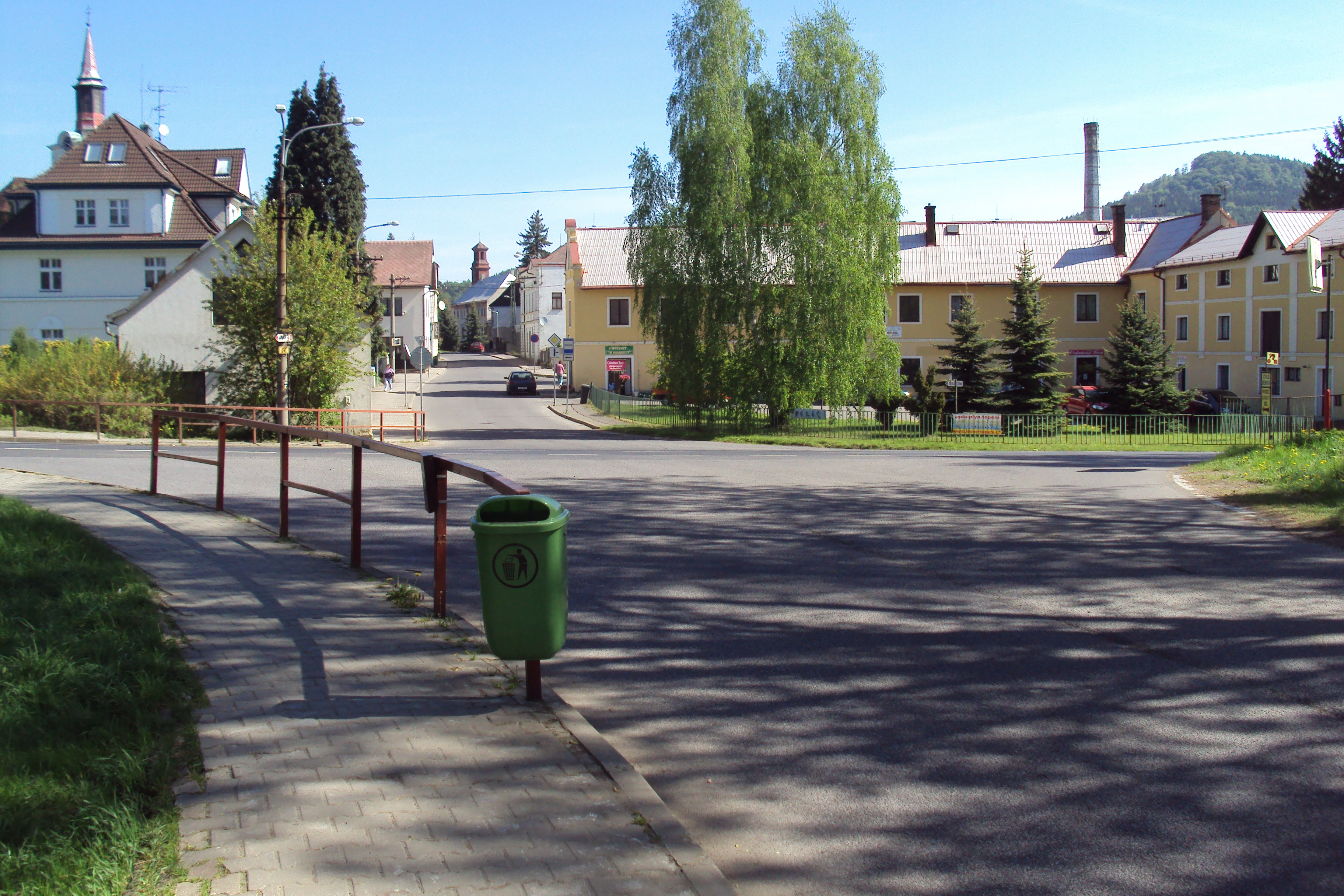
Křižovatka silnice I/13 a ulice Československé armády ve Cvikově v okrese Česká Lípa

### Karlovarský kraj
- Karlovy Vary
- Ostrov

### Ústecký kraj
- Klášterec nad Ohří
- Chomutov
- Most
- Bílina
- Teplice
- Děčín

### Liberecký kraj

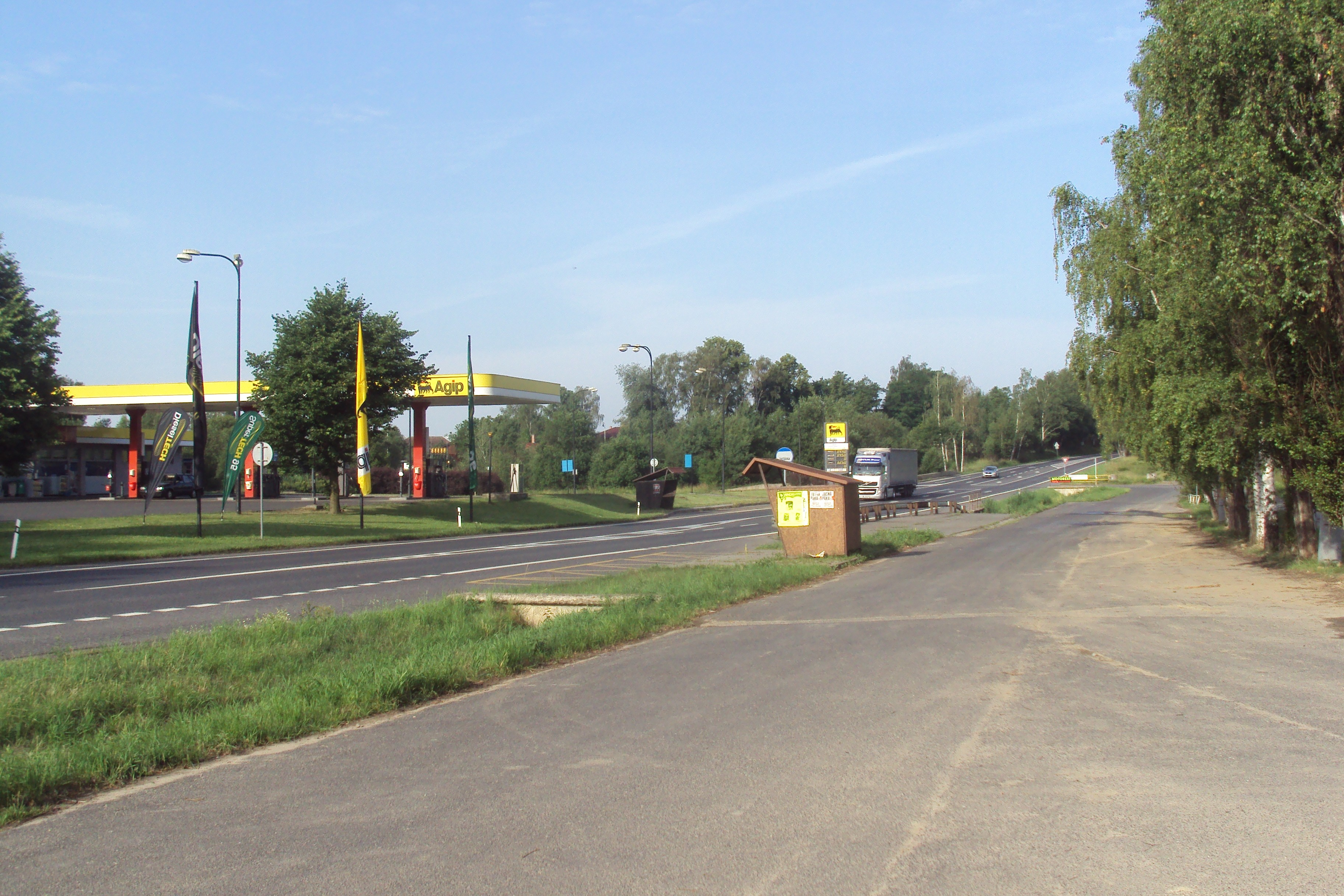
Silnice okrajem Jablonného v Podještědí u čerpací stanice pohonných hmot

- Nový Bor, zde se křižuje se silnicí I/9 od Prahy[8]
- Cvikov
- Chrastava
- Liberec
- Frýdlant

## Modernizace silnice
| Číslo | Název                             | Délka        | Kategorie          | Zahájení výstavby | Uvedení do provozu | Křižovatky                                                                  |
| ----- | --------------------------------- | ------------ | ------------------ | ----------------- | ------------------ | --------------------------------------------------------------------------- |
| K61   | MÚK Bor, přídatné pruhy           | —            | —                  | plánováno 2026    | plánováno 2027     | Bor                                                                         |
|       | Ostrov, obchvat                   | 5,6 km       | 22,5/80 11,5/70    | 12/2002           | 07/2005            | Ostrov-jih Ostrov-západ Ostrov-sever                                        |
| K59   | Ostrov - Klášterec nad Ohří       | 14,8 km      | 15,25/110          | plánováno 2033    | plánováno 2035     | Horní Žďar Damice Perštejn Klášterecká Jeseň                                |
| U73   | Klášterec nad Ohří, obchvat       | 5,6 km       | 11,5/90            | plánováno 2030    | plánováno 2033     | Klášterec nad Ohří-západ Klášterec nad Ohří-sever Klášterec nad Ohří-východ |
| U74   | Klášterec nad Ohří – Chomutov     | 15,0 km      | 21,5/110           | bude oznámeno     | bude oznámeno      | Kadaň Nová Víska Místo Černovice                                            |
|       | Chomutov - průtah, 3. stavba      | 1,2 km       | 16,5/80            | 04/2006           | 08/2007            |                                                                             |
|       | MÚK Třebušice, 1. etapa           | 0,3 km       | 22,5/80            | 06/2008           | 10/2010            |                                                                             |
| U62   | Třebušice MÚK                     | 1,4 km       | 22,5/80            | 11/2017           | 12/2020            | Třebušice                                                                   |
|       | Komořany–Most                     | 1,7 km       | 24,5/100           | 02/2008           | 11/2009            |                                                                             |
| U70   | Bílina, tunel                     | 3,2 km       | 21,5/90            | plánováno 2031    | plánováno 2034     | Bílina-sever Kyselka                                                        |
| U53   | Kladrubská spojka                 | 5,1 km       | 24,5/110           | plánováno 2027    | plánováno 2030     | Nechvalice Kladruby Nová Ves                                                |
| U75   | Teplice, obchvat Trnovan          | 4,0 km       | 15,5-12/50 11,5/70 | bude oznámeno     | bude oznámeno      |                                                                             |
| U79   | Děčín – D8 (Knínice)              | 12,4—14,7 km |                    | plánováno 2030    | plánováno 2033     |                                                                             |
| U68   | Děčín, OK Benešovská              | —            | 11,5/50            | plánováno 2029    | plánováno 2030     |                                                                             |
| U66   | Děčín – Ludvíkovice               | 4,7 km       | 11,5/90            | plánováno 2029    | plánováno 2031     |                                                                             |
| L86   | Děčín – Manušice                  | 20,6 km      | 11,5/90            | plánováno 2029    | plánováno 2034     | Jedlka Benešov n. Pl.-východ Manušice                                       |
| L55   | Kunratice – Jablonné v Podještědí | 2,5 km       | 11,5/80            | bude oznámeno     | bude oznámeno      |                                                                             |
| L56   | Rynoltice – Lvová, přeložka       | 2,4 km       | 13,5/90            | plánováno 2026    | plánováno 2028     |                                                                             |
| L57   | Stráž nad Nisou – Krásná Studánka | 4,3 km       | 11,5/70            | 03/2009           | 08/2013            |                                                                             |
| L65   | Krásná Studánka – Dětřichov       | 8,5 km       | 11,5/70            | plánováno 2027    | plánováno 2029     |                                                                             |
| L73   | Frýdlant, obchvat                 | 6,8–7,2 km   | 9,5/90             | bude oznámeno     | bude oznámeno      |                                                                             |

## Objekty na silnici

### Mosty
Jeřici v Mníšku přechází komunikace po 12,80 metrů dlouhém mostě z roku 1890, který má dva oblouky. Během roku 1999 proběhla jeho rekonstrukce, kdy došlo k zesílení kleneb pomocí železobetonové desky.
Řeku Smědou ve Frýdlantě překonávala silnice přes dřevěný vzpěradlový trámový most, který stál u konce Máchovy ulice od roku 1862. Povodeň v roce 2010 ho ale strhla. Na severozápadě města silnice přechází přes Řasnici po 9,60 metru dlouhém jedno obloukovém mostě s kamennou parapetní zdí.
V Arnolticích křižuje silnice Bulovský potok po mostě majícím dva oblouky. Vybudován byl roku 1880 a během rekonstrukce jej zesílila vložená železobetonová deska s konzolovými římsami.